# Head or Heart
Head or Heart —en español: Cabeza o el Corazón— es el segundo álbum de estudio de la cantante y compositora estadounidense Christina Perri, lanzado el 1 de abril de 2014, a través del sello discográfico Atlantic Records. Es el primer lanzamiento integral de Perri desde su última álbum de estudio, Lovestrong (2011). Se esperaba originalmente para ser lanzado el 11 de marzo de 2014, pero se retrasó al 1 de abril de 2014.

## Antecedentes y desarrollo
En una entrevista con Pollstar Sarah Marie Pittman publicada el 25 de abril de 2014, Perri describió la presión que rodea a la escritura de su segundo álbum como inevitable, declarando:

"Tuve que engañarme por completo a mí misma, para ser honesta, y fingir que absolutamente nadie lo iba a escuchar".

La primera canción que escribió para el álbum fue "Trust", que de acuerdo a Perri inspiró al resto del álbum.
El 11 de noviembre de 2013, Perri anunció que el primer sencillo de su nuevo álbum sería "Human", el mismo fue lanzado en iTunes el 18 de noviembre de 2013.
El 28 de noviembre de 2013, Perri reveló que su segundo álbum de estudio se titula "Head or Heart" y que se estrenaría en marzo de 2014.

## Promoción
En apoyo al álbum, Perri se embarcará en una gira de dos meses por América del Norte. El Head or Heart Tour está programado para llevarse a cabo en la primavera de 2014, que comienza el 4 de abril en Denver, Colorado, y termina en Vancouver, Columbia Británica, Canadá el 26 de mayo de 2014.

## Recepción

### Recepción comercial

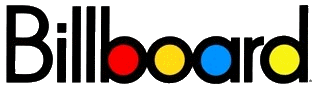

Head or Heart debutó en el número cuatro en los EE. UU. Billboard 200, vendiendo 40,000 copias en su primera semana.

### Recepción de la crítica
Tras su lanzamiento, Head or Heart fue recibido con críticas generalmente mixtas de los críticos de música. James Christopher Monger de AllMusic le otorgó al disco 3,5 de 5 estrellas, y describió el álbum como "más seguro que su debut, y que aún conserva gran parte de su vulnerabilidad". En un 2 sobre 5 estrellas reseña de The Guardian, Phil Mongredien declaró que el álbum es "pesado en grandes baladas sinceras que - con la excepción de la subida 'Sea of Lovers' - son técnicamente más eficiente que la participación". Brandon Flores de Blast Out Your Stereo le dio al álbum 4 de 5 estrellas, escribiendo: "El álbum es una gran pieza de arte para mostrar una variedad de emociones, y cuenta claramente Perri en su mejor líricamente, sin dejar de llevar sus técnicas vocales únicas en su cuenta. "

## Sencillos

### Human
Fue lanzado como el primer sencillo del álbum el 18 de noviembre de 2013. A partir del 9 de diciembre de 2013 el sencillo había vendido 43 000copias. En junio de 2014, alcanzó a vender 1 000 000 de copias en los Estados Unidos, por lo que fue certificado de platino.

## Lista de canciones
Álbum en iTunes.

| N.º | Título                           | Escritor(es)                         | Productor(es)           | Duración |  |
| 1.  | «Trust»                          | Christina Perri                      | Jake Gosling            | 3:32     |  |
| 2.  | «Burning Gold»                   | Perri Kid Harpoon                    | John Hill, Butch Walker | 3:45     |  |
| 3.  | «Be My Forever» (con Ed Sheeran) | Perri Jamie Scott                    | Jake Gosling            | 3:20     |  |
| 4.  | «Human»                          | Perri Martin Johnson                 | Johnson                 | 4:10     |  |
| 5.  | «One Night»                      | Perri Kevin Griffin                  | Gosling                 | 3:06     |  |
| 6.  | «I Don't Wanna Break»            | Perri Jack Antonoff                  | Antonoff, Hill          | 3:53     |  |
| 7.  | «Sea of Lovers»                  | Perri Jim Eliot                      | Gosling                 | 3:37     |  |
| 8.  | «The Words»                      | Perri David Ryan Harris David Hodges | Walker                  | 4:14     |  |
| 9.  | «Lonely Child»                   | Perri Griffin                        | Gosling                 | 3:45     |  |
| 10. | «Run»                            | Perri                                | Gosling                 | 4:20     |  |
| 11. | «Butterfly»                      | Perri                                | Gosling                 | 3:47     |  |
| 12. | «Shot Me in the Heart»           | Perri Scott                          | Gosling                 | 3:43     |  |
| 13. | «I Believe»                      | Perri Hodges                         | Gosling                 | 4:41     |  |

## Posiciones semanales
| Lista (2014)                       | Mejor Posición |
| ---------------------------------- | -------------- |
| Australia (ARIA)                   | 23             |
| Austria (Ö3 Austria)               | 41             |
| Bélgica (Ultratop flamenca)        | 80             |
| Bélgica (Ultratop valona)          | 130            |
| Canadá (Billboard Canadian Albums) | 6              |
| Países Bajos (Album Top 100)       | 44             |
| Alemania (Media Control Charts)    | 72             |
| Hungría (MAHASZ)                   | 38             |
| Irlanda (IRMA)                     | 14             |
| Suiza (Schweizer Hitparade)        | 16             |
| Reino Unido (UK Albums Chart)      | 8              |
| Estados Unidos (Billboard 200)     | 4              |

## Historial de lanzamiento
| País           | Fecha              | Formato(s)           | Discográfia | Ref    |
| -------------- | ------------------ | -------------------- | ----------- | ------ |
| Estados Unidos | 1 de abril de 2014 | CD Desacarga digital | Atlantic    | [ 29 ] |